# Biennal Hispanoamericana d'Art
La Biennal Hispanoamericana d'Art (Bienal Hispanoamericana de Arte, en castellà) fou un certamen internacional d'art contemporani, organitzat per l'Instituto de Cultura Hispánica. En total es van celebrar tres edicions: a l'any 1951 a Madrid, a l'any 1954 a l'Havana (Cuba) i a l'any 1955 a Barcelona. L'objectiu era doble: proposar un replantejament dels valors artístics antics envers una nova modernitat i fer gala d'una Espanya aparentment oberta, malgrat la falta de drets i llibertats franquistes. Tots tres certàmens estaven oberts als artistes espanyols, a més d' altres artistes de països amb vincles hispans. Les Biennals es van dividir en quatre seccions: Arquitectura i Urbanisme, Escultura, Pintura, Dibuix i Gravat i Arts Decoratives, si bé aquesta darrera secció es va introduir a partir de la segona edició.

## Història

### I Biennal

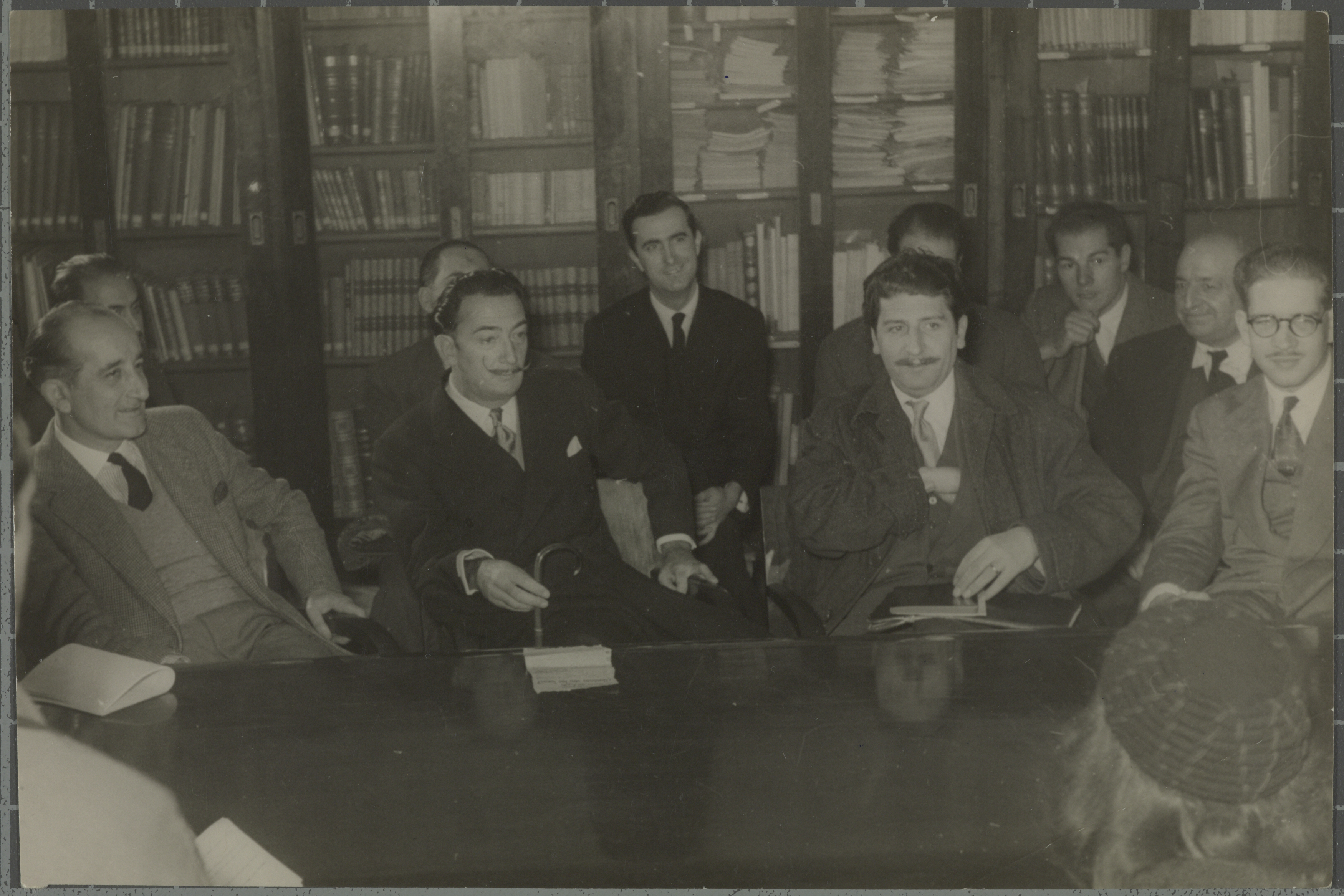
Dalí atèn la premsa a l'Instituto de Cultura Hispánica, durant la I Biennal. A la seva esquerra, el crític d'art Santos Torroella. Novembre del 1951. Arxiu i Biblioteca Rafael i María Teresa Santos Torroella.

La I Biennal es va inaugurar a Madrid el dia 12 d'octubre de 1951 pel dictador, Francisco Franco. Es tractava del primer esdeveniment de la postguerra espanyola que es plantejava caminar envers una normalització de l'escena artística i una primera aproximació a l'art abstracte. Precisament l'acceptació oficial de l'art abstracte fou el fet més transcendent d'aquesta primera biennal. Salvador Dalí, Enric Planasdurà, Manuel Mampaso, Joan-Josep Tharrats, Antoni Tàpies i Modest Cuixart van ser alguns dels representants del nou art que hi van prendre part. No en va, l'esdeveniment també va generar la crítica i el rebuig d'alguns dels artistes espanyols exiliats a París. L'oposició més destacada fou la de Pablo Picasso qui, juntament amb altres artistes exiliats, va signar el manifest “Contra la Bienal Franquista” en què criticaven el règim i proposaven una contra-biennal d'art a París.
L'actitud de Picasso va contrastar de ple amb la de Salvador Dalí. El geni de Portlligat va adherir-se fervorosament a la Biennal. Davant la crida al boicot per part de Picasso, Dalí instava a la participació i pronunciava, al Teatro María Guerrero de Madrid i en el marc de la I Bienal, la conferència “Picasso y yo”. El text ja és cèlebre. En el primer paràgraf del discurs, Dalí arremet contra el pintor malagueny: “Picasso es español; yo también. Picasso es un genio; yo también. Picasso es conocido en todos los países del mundo; yo también. Picasso es comunista; yo tampoco”.
També Joan Miró va posicionar-se sobre l'esdeveniment. D'una manera menys estrident, l'artista va mostrar una actitud d'inhibició, sense prendre part al certamen. La seva absència també fou una forma de rebuig a un règim que l'havia forçat a la reclusió.

### II Biennal
La II Biennal Hispanoamericana d'art es va celebrar al Palau de Belles Arts de l'Havana, entre els mesos de maig i setembre de l'any 1954. Es tractava d'una edició semblant a l'anterior i representava una continuació de la línia artística inaugurada a Madrid. El fet de celebrar-se lluny de les fronteres espanyoles, significava una oportunitat per donar a conèixer l'art espanyol a l'Amèrica del Sud. Des d'una perspectiva política, pretenia posar en relleu la bona entesa entre els dictadors Francisco Franco i Fulgencio Batista Zaldívar, el nou mandatari cubà després del cop d'estat del 10 de març de 1952.
De nou, la Biennal va generar adhesions i rebutjos a parts iguals. Van ser molt els artistes que van declinar la seva participació. A Cuba, l'oposició fou encapçalada pel pintor Mario Carreño. Pel que fa als artistes espanyols, de nou, Pablo Picasso, juntament amb altres artistes hispanoamericans exiliats a París, van mostrar el seu rebuig a participar en qualsevol esdeveniment franquista. Malgrat l'esforç d'ambdós règims per millorar la seva imatge internacional, aquestes crítiques posaven de manifest el descrèdit de la dictadura franquista i dels seus aliats al continent americà.
La Biennal de l'Havana, també coneguda com la Biennal del Carib, fou la més difícil de totes tres edicions. D'entrada, la inauguració es va haver de posposar diverses vegades a causa del retard en la construcció del Palau Nacional de Belles Arts. En segon lloc, l'oposició dels artistes cubans i espanyols va ser contundent i va culminar amb la celebració de la mostra Antibiennal, inaugurada a la mateixa ciutat el 28 de gener de l'any 1954 amb més de seixanta obres d'artistes cubans.
Amb tot, la II Biennal Hispanoamericana d'art es va inaugurar el 18 de maig de 1954 pel president Fulgencio Batista. La mostra comptava amb la participació de divuit països i exposava 1829 obres. El volum i l'import dels premis va ascendir fins als dos milions de pessetes, una xifra molt superior a la de la primera edició i sense precedents entre els països convocants. Alguns dels artistes premiats van ser Joaquim Sunyer, Pedro Flores, Josep Clarà, Josep Llorens Artigas, Mirta Cerra, María Teresa de la Campa, Domingo Ramos, Glyn Jones i Eduardo Barañano, entre d'altres.

### III Biennal
La III i última Biennal Hispanoamericana d'art es va celebrar a Barcelona, entre el 24 de setembre de l'any 1955 i el 26 de gener de 1956, al Palau Municipal d'Exposicions de la ciutat comtal. El discurs inaugural va anar a càrrec del Ministre d'Educació Nacional, Joaquín Ruiz Giménez.
La III Biennal seguia el mateix patró que les edicions anteriors, amb l'exposició de les obres més recents dels artistes concursants. Tanmateix, en aquesta darrera edició, l'organització també va integrar el VIII Saló d'Octubre en el seu programa d'actes, un dels esdeveniments artístics més importants a Catalunya des del final de la Guerra Civil. La III Bienal Hispanoamericana de Arte a Barcelona va aglutinar més de 2.700 obres i va ser visitada per gairebé un milió de persones, una xifra insòlita fins aleshores. Gràcies a la i ntercessió de Rafael Santos Torroella al jurat, Antoni Tàpies hi va aconseguir un tercer premi.
Després de la cloenda de la III Biennal Hispanoamericana d'art a Barcelona, ja es va començar a treballar en la quarta edició, que havia de celebrar-se a Caracas. Tanmateix, el poc entusiasme del govern veneçolà, la passivitat en les tasques de gestió i la política de dilació entre uns i altres, va provocar que la de Barcelona fos la darrera de les Biennals Hispanoamericanes d'Art.

## Arxiu i biblioteca Rafael i María Teresa Santos Torroella
L'any 2014, l'Ajuntament de Girona, en paral·lel a l'adquisició del fons artístic Santos Torroella, va rebre en donació l'Arxiu i Biblioteca Rafael i María Teresa Santos Torroella per part dels hereus de María Teresa Bermejo. La documentació sobre les Biennals Hispanoamericanes d'art, en què Santos Torroella formava part del jurat, és part del llegat documental de l'Arxiu Santos Torroella. L'Arxiu també compta amb el text original "Picasso y Yo", de Salvador Dalí, al Teatro María Guerrero de Madrid.
Els treballs de tractament són a càrrec de l'Arxiu Municipal de Girona.